# DVI (fájlformátum)
A DVI fájl (DeVice Independent, magyarul eszközfüggetlen) a TeX program kimeneti fájlformátuma, amit Donald Knuth, a Stanford University professzora írt, PhD hallgatói közreműködésével. A fájlformátum egy dokumentum vizuális tulajdonságait írja le (például font, margók, de NEM tartalmazza az esetleges beszúrt médiafájlokat, fontokat közvetlenül) olyan módon (ahogy a neve is sugallja), hogy ne függjön semmilyen megjelenítő eszköztől. A fájl tipikusan egy másik program (DVI driver) bemenete, ami vizuálisan megjeleníthető alakra hozza (pl. egy DVI viewer alkalmazás, direkt nyomtatás).
DVI driver lehet egy másik fájlformátumba konvertáló program is. A DVI driverek szabványosításával a TeX Users Group's Technical Working Group on DVI Driver Implementation and Standardization Issues (röviden TWG-DVI) foglalkozik.

## Felépítés

### Fizikai felépítés
A DVI fájl egy bájtstream, ami gépi kódszerű utasítások sorozatának feleltethető meg. Minden utasítás első bájtja egy műveleti kód (opcode), amelyet 0 vagy több bájt követ, ezek reprezentálják a műveleti kód paramétereit. A paraméterek maguk több bájtosak is lehetnek. A paraméterek rendszerint nemnegatív egészek, de a négy bájt hosszú, és a távolságot reprezentáló kisebb paraméterek negatív értékeket is felvehetnek, ezeket kettes komplemenssel ábrázolják. A több bájtos paraméterekhez a big-endian ábrázolást használják.

### Logikai felépítés
A DVI fájl áll egy "preambulumból", amit egy vagy több "oldal" követ, majd egy "posztambulummal" záródik. A preambulum egy egyszerű pre utasítás. Minden oldal egy bop eop utasításokkal keretezett tetszőleges számú utasításból álló sorozat. Minden eop utasítást egy bop vagy egy post utasítás követ (ha eltekintünk a nop és az fnt_def utasításoktól), az utóbbi eset azt jelenti hogy nincs több oldal, a posztambulum következik.

### A DVI utasítások listája (angol)
Bővebb referenciáért és az utasítások részletes leírásáért lásd a DVI fájlformátum specifikációját
| Opcode    | Instruction Name | Parameters                                                                | Description                         |
| --------- | ---------------- | ------------------------------------------------------------------------- | ----------------------------------- |
| 0...127   | set_char_i       |                                                                           | typeset a character and move right  |
| 128       | set1             | c[1]                                                                      | typeset a character and move right  |
| 129       | set2             | c[2]                                                                      | typeset a character and move right  |
| 130       | set3             | c[3]                                                                      | typeset a character and move right  |
| 131       | set4             | c[4]                                                                      | typeset a character and move right  |
| 132       | set_rule         | a[4], b[4]                                                                | typeset a rule and move right       |
| 133       | put1             | c[1]                                                                      | typeset a character                 |
| 134       | put2             | c[2]                                                                      | typeset a character                 |
| 135       | put3             | c[3]                                                                      | typeset a character                 |
| 136       | put4             | c[4]                                                                      | typeset a character                 |
| 137       | put_rule         | a[4], b[4]                                                                | typeset a rule                      |
| 138       | nop              |                                                                           | no operation                        |
| 139       | bop              | c_0[4]..c_9[4], p[4]                                                      | beginning of page                   |
| 140       | eop              |                                                                           | ending of page                      |
| 141       | push             |                                                                           | save the current positions          |
| 142       | pop              |                                                                           | restore previous positions          |
| 143       | right1           | b[1]                                                                      | move right                          |
| 144       | right2           | b[2]                                                                      | move right                          |
| 145       | right3           | b[3]                                                                      | move right                          |
| 146       | right4           | b[4]                                                                      | move right                          |
| 147       | w0               |                                                                           | move right by w                     |
| 148       | w1               | b[1]                                                                      | move right and set w                |
| 149       | w2               | b[2]                                                                      | move right and set w                |
| 150       | w3               | b[3]                                                                      | move right and set w                |
| 151       | w4               | b[4]                                                                      | move right and set w                |
| 152       | x0               |                                                                           | move right by x                     |
| 153       | x1               | b[1]                                                                      | move right and set x                |
| 154       | x2               | b[2]                                                                      | move right and set x                |
| 155       | x3               | b[3]                                                                      | move right and set x                |
| 156       | x4               | b[4]                                                                      | move right and set x                |
| 157       | down1            | a[1]                                                                      | move down                           |
| 158       | down2            | a[2]                                                                      | move down                           |
| 159       | down3            | a[3]                                                                      | move down                           |
| 160       | down4            | a[4]                                                                      | move down                           |
| 161       | y0               |                                                                           | move down by y                      |
| 162       | y1               | a[1]                                                                      | move down and set y                 |
| 163       | y2               | a[2]                                                                      | move down and set y                 |
| 164       | y3               | a[3]                                                                      | move down and set y                 |
| 165       | y4               | a[4]                                                                      | move down and set y                 |
| 166       | z0               |                                                                           | move down by z                      |
| 167       | z1               | a[1]                                                                      | move down and set z                 |
| 168       | z2               | a[2]                                                                      | move down and set z                 |
| 169       | z3               | a[3]                                                                      | move down and set z                 |
| 170       | z4               | a[4]                                                                      | move down and set z                 |
| 171...234 | fnt_num_i        |                                                                           | set current font to i               |
| 235       | fnt1             | k[1]                                                                      | set current font                    |
| 236       | fnt2             | k[2]                                                                      | set current font                    |
| 237       | fnt3             | k[3]                                                                      | set current font                    |
| 238       | fnt4             | k[4]                                                                      | set current font                    |
| 239       | xxx1             | k[1], x[k]                                                                | extension to DVI primitives         |
| 240       | xxx2             | k[2], x[k]                                                                | extension to DVI primitives         |
| 241       | xxx3             | k[3], x[k]                                                                | extension to DVI primitives         |
| 242       | xxx4             | k[4], x[k]                                                                | extension to DVI primitives         |
| 243       | fnt_def1         | k[1], c[4], s[4], d[4], a[1], l[1], n[a+l]                                | define the meaning of a font number |
| 244       | fnt_def2         | k[2], c[4], s[4], d[4], a[1], l[1], n[a+l]                                | define the meaning of a font number |
| 245       | fnt_def3         | k[3], c[4], s[4], d[4], a[1], l[1], n[a+l]                                | define the meaning of a font number |
| 246       | fnt_def4         | k[4], c[4], s[4], d[4], a[1], l[1], n[a+l]                                | define the meaning of a font number |
| 247       | pre              | i[1], num[4], den[4], mag[4], k[1], x[k]                                  | preamble                            |
| 248       | post             | p[4], num[4], den[4], mag[4], l[4], u[4], s[2], t[2] < font definitions > | postamble beginning                 |
| 249       | post_post        | q[4], i[1]; 223's                                                         | postamble ending                    |
| 250...255 | undefined        |                                                                           |                                     |

## Alkalmazások

### DVI viewerek
YAP, a MiKTeX része.

xdvi

kdvi

evince

### DVI konverterek
PDF-re: dvipdf,
dvipdfm,
dvipdfmx

Postscriptre: dvips

PNG-re: dvipng